# 꽃불류
꽃불류는 폭죽의 종류 중, 화약관련기사증을 소지하지 않은 일반인이 사용하지 못하는 모든폭죽에 해당되며, 타상연화, 장치연화, 마인(mine)이나 코맷(comet)과 같은 종류가 있다.